# شتورزكامبفجيشفادر 2
Sturzkampfgeschwader 2 (StG 2) إيميلمان جناح مكون من قاذفات انقضاضية لسلاح الجو النازي لوفتفافه في الحرب العالمية الثانية. تم تسميته على اسم طيار الحرب العالمية الأولى ماكس إيميلمان.

## خلفية
غالبًا ما ترتبط قاذفات القنابل بتطوير الطيران الألماني في فترة ما قبل الحرب، لكن النوع ظل يمثل أولوية منخفضة للمخططين الجويين الذين شكلوا سلاح الجو النازي.  ينبع هذا التراجع الظاهر من ممارسات وتجارب الحرب العالمية الأولى من الاعتقاد السائد بين هيئة الأركان العامة ( أوبركوماندو دير لوفتفافه) بأن دعم الجيش للطيران في 1917-1918 كان مجرد رد فعل على حرب الخنادق. 
عشية الحرب العالمية الثانية، اعتبر بعض مخططي الطائرات الألمان قاذفات القنابل سلاحًا استراتيجيًا لضرب صناعة العدو بدقة. حتى لو تم احتسابها في مجموعات دعم الجيش، فقد احتوى خمسة عشر بالمائة فقط من قوة سلاح الجو للجبهة الأمامية على طائرات الهجوم الأرضي المتخصصة في سبتمبر 1939. وقد ترك عدم وجود طائرات دعم قريبة متخصصة مفجر الغوص للأغراض العامة، Junkers يونكرز يو 87 ستوكا، معظمهم مناسبة لدور الدعم الوثيق. 

## الحرب العالمية الثانية

### بولندا
في 1 سبتمبر 1939 بدأ الفيرماخت الألماني غزو بولندا تبعه بعد ستة عشر يومًا الغزو السوفيتي لبولندا . دعمت Luftflotte 4 الجيش الرابع عشر للهجوم خارج جمهورية سلوفاكيا.  أسقطت قاذفاتLuftflotte 4 389 طنًا من القنابل في 1 سبتمبر، 200 على كراكوف في 1200 طلعة جوية.  Leutnant فرانك نوبيرت وأونترأوفيتزير فرانك Kilnger يعتقد 1 staffel زعم الانتصار الجوي الأول للحرب ضد P.11 PZL.  النقيب ميكيسلاف ميدويكي، 121 سربًا، من سلاح الجو البولندي، أنطلق من مطار باليس. 

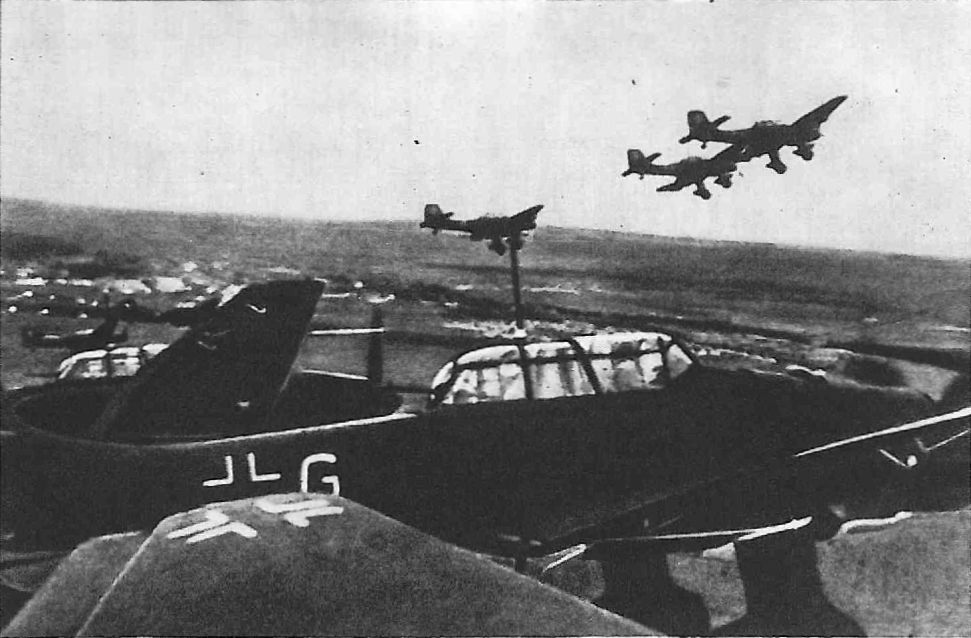
A staffel من يو87s في تشكيل 1939

## الضباط القادة
Geschwaderkommodore
- Oberstleutnant أوسكار دينورت، 15 أكتوبر 1939 - 15 أكتوبر 1941 [5]
- Oberstleutnant Paul-Werner Hozzel ، 16 أكتوبر 1941 - 1 مارس 1943 [5]
- أوبرست د. إرنست كوبفر، 1 مارس 1943 - 20 سبتمبر 1943 [5]
- Oberstleutnant Hans-Karl Stepp ، 1 أكتوبر 1943 - 18 أكتوبر [ومع لجنة الدراسات 2 بعد ذلك] [5]

Gruppenkommandeure

### اقتباسات
1. 1 2 3  Muller 1992.
2. 1 2  Hooton 2007a.
3. ↑  de Zeng, Stankey & Creek 2009.
4. ↑  Weal 1997.
5. 1 2 3 4  Brütting 1992.